# Sabbathday Lake Shaker Village
Sabbathday Lake Shaker Village est un village Shaker près de New Gloucester  dans le Maine, aux États-Unis . C'est la dernière communauté Shaker active, avec trois membres en 2018. 
La communauté a été créée en 1782, 1783 ou 1793, au plus fort du mouvement Shaker aux États-Unis. La maison de réunion du lac Sabbathday a été construite en 1794. La propriété entière a été déclarée monument historique national en 1974.

## Les Shakers
Les Shakers, réfugiés Cévenols en Angleterre, fuient les persécutions en France pour rejoindre le groupe religieux des Quakers. En 1747, ils sont regroupés dans la maison de Mère Ann Lee Ils croient que chacun trouve Dieu en lui-même plutôt que par le clergé ou les rituels. Les Shakers sont émotifs et démonstratifs dans leur culte, recherchant la transe.
Ils émigrent en Amérique coloniale en 1774 à la recherche de la liberté religieuse. Ils construisent 19 établissements communaux qui attirent 20 000 convertis au cours du siècle suivant. Le premier village Shaker est construit à Nouveau Liban, New York, à la Mount Lebanon Shaker Society. Dix huit autres communautés s'installent dans le Maine, le New Hampshire, le Massachusetts, le Connecticut, New York, le Kentucky, l' Ohio, l' Indiana, la Géorgie et la Floride. Fervents croyants, adeptes du célibat, les Shakers maintiennent leur effectifs par la conversion et l'adoption d'orphelins. Le groupe atteint la taille de 6 000 membres à part entière en 1840.

## Histoire des shakers du lac Sabbathday
La colonie Shaker à Sabbathday Lake est établie par un groupe de missionnaires Shaker en 1782. elle est alors connue sous le nom de Thompson's Pond Plantation. Leur maison de réunion est construite en avril 1794. Ils construisent leur première habitation de l'autre côté de la route en 1795.
La communauté de Sabbathday Lake atteint une superficie de 770 ha  avec 26 grands bâtiments en 1850. Les bâtiments sur le terrain comprennent : la salle de réunion, la boutique des frères qui abrite toujours un atelier de forgeron en activité et un atelier de menuiserie. Une nouvelle maison d'habitation centrale est construite en 1883. Les Shakers, pour être autonomes, construisent un moulin et une ferme pour vendre leur production.

## Adhésion
En 1800, plus de 140 croyants vivent dans la communauté de Sabbathday Lake. En 1850, soixante-dix Shakers vivent dans la famille de l'église Sabbathday Lake à New Gloucester. Le recensement de 1880 répertorie 43 croyants à Sabbathday Lake. En 1930, il ne reste qu'une trentaine de membres, et seulement deux membres restent en janvier 2020.

## Engagement
En 1957, après «des mois de prière», les Eldresses Gertrude, Emma et Ida, les dirigeants de la United Society of Believers et membres du Canterbury Shaker Village ont voté la clôture du Shaker Covenant, le document que tous les nouveaux membres doivent signer .

Les Shakers du lac Sabbathday ont rouvert leurs services de culte au public en 1963.

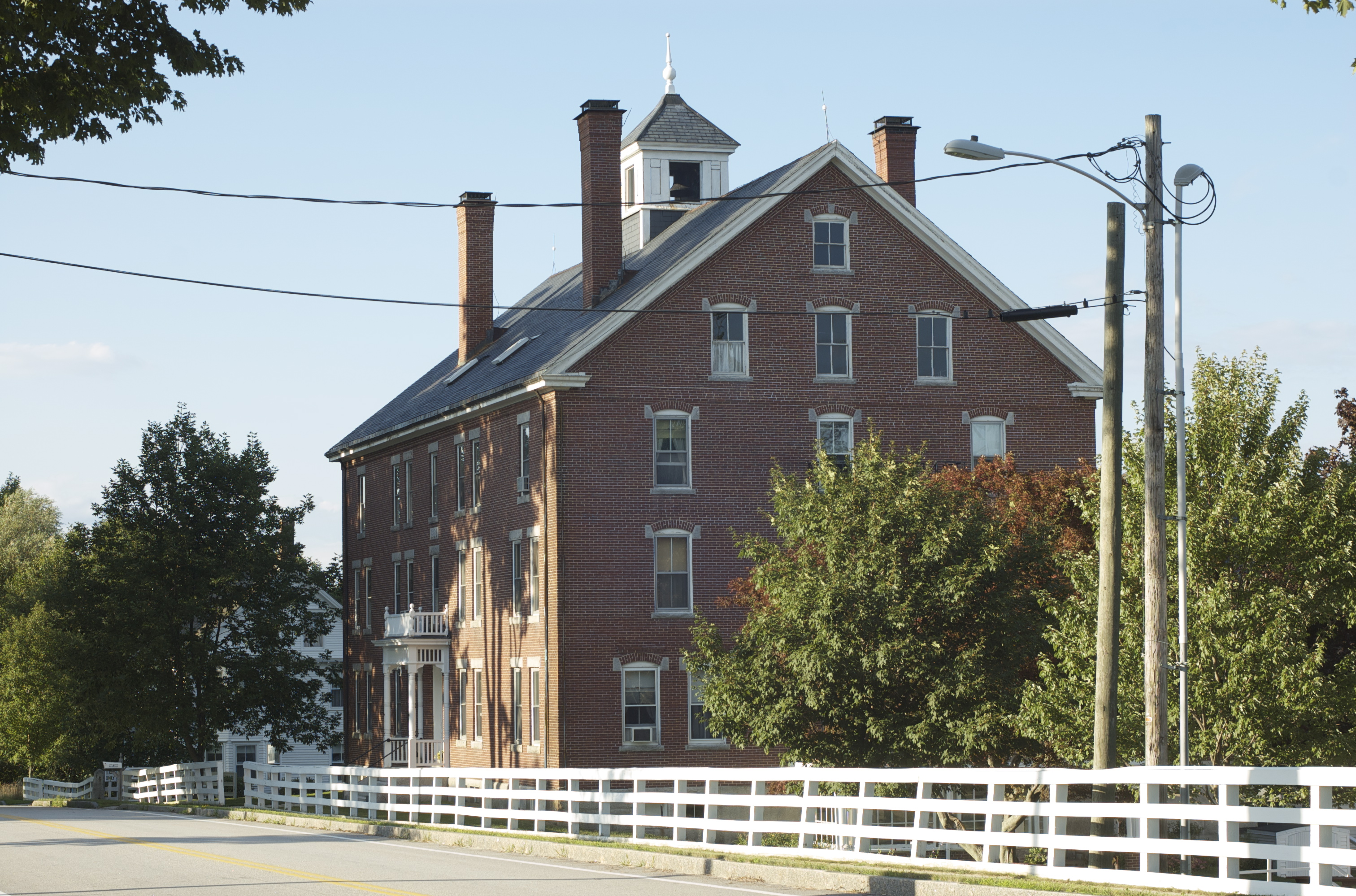
La maison d'habitation centrale

## AuXXIesiècle
L'adhésion à la communauté est toujours ouverte, et parfois des «novices» rejoignent la communauté.
Depuis 2006, le Sabbathday Lake Shaker Village compte 14 bâtiments en activité, dont la Central Dwelling House, qui comprend une salle de musique, une chapelle, une cuisine et une grande salle à manger. La communauté tient toujours des réunions publiques régulières (services de culte) le dimanche dans la salle de réunion 1794.
Un autre bâtiment d'importance historique est la bibliothèque Shaker, qui abrite une riche collection de documents Shaker pour la recherche historique.
D'autres bâtiments historiques incluent le chariot et le hangar de chariot, la grange de bœuf, la boutique de la fille, la maison d'herbes, la maison de couveuse, la maison en bois, un garage construit en 1910 pour la première voiture du groupe, une écurie, la maison d'été et le bâtiment de blanchisserie. Le village, qui attire jusqu'à 10 000 visiteurs par an, est ouvert au public depuis 1931, lorsque le Shaker Museum and Library a été créé.

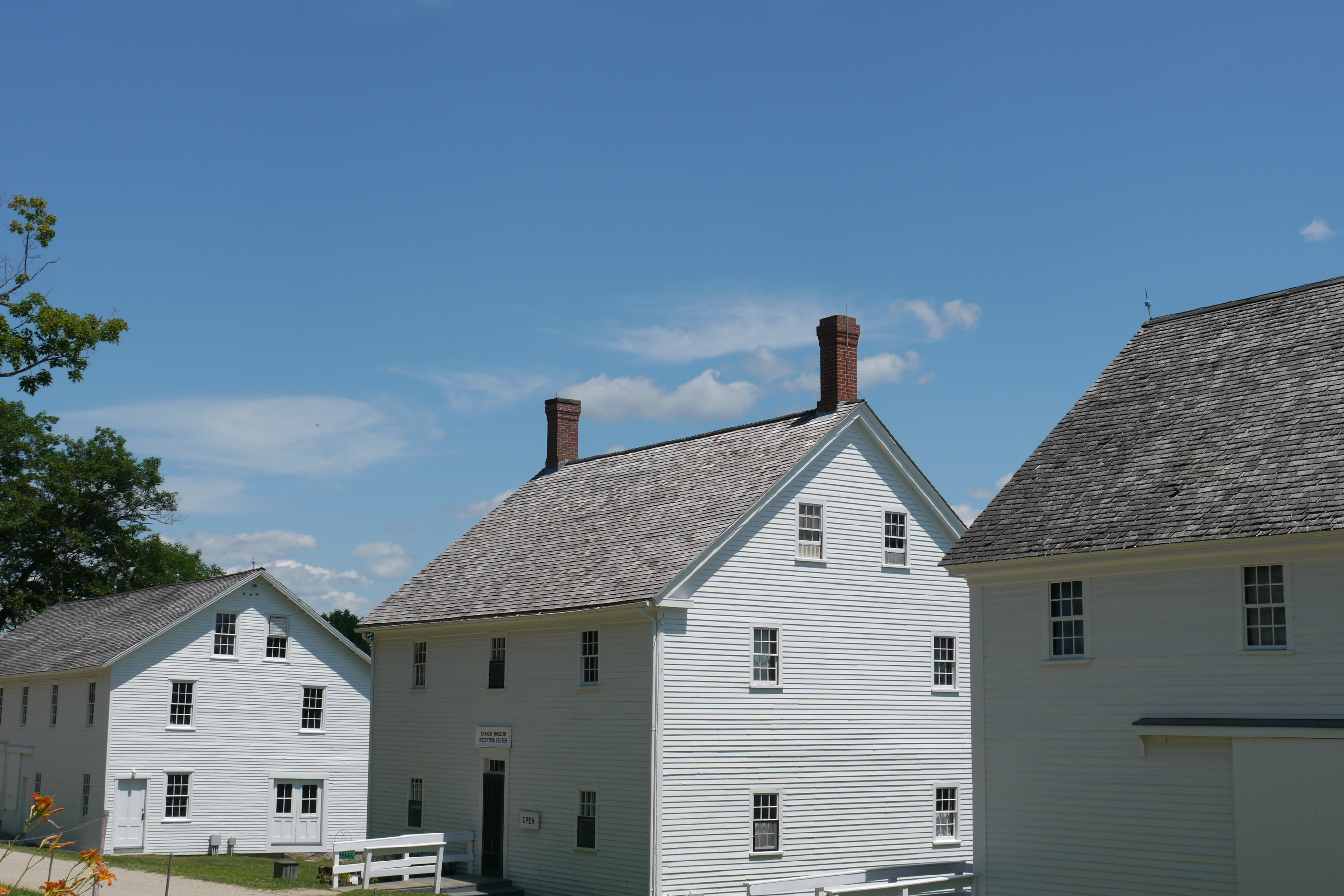
Sabbathday Lake Shaker Village

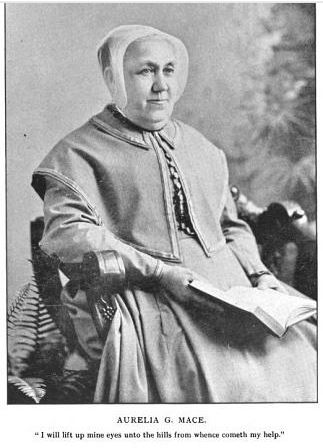
Aurelia Gay Mace, chef du Sabbathday Lake Shaker Village et auteur de The Aletheia: Spirit of Truth, a Series of Letters in which the Principles of the United Society known as Shakers are set Forth and Illustrated, 1899, and The Mission and Testenced of the Shakers du vingtième siècle au monde, 1904.

Ce musée est le plus grand dépositaire de la culture Maine Shaker. Des exemples de meubles, boîtes ovales, articles en bois, articles en métal et en étain, technologie et outils, articles de vente «fantaisie», costumes et textiles, arts visuels et produits à base de plantes et médicinales font actuellement partie des 13 000 objets artisanaux qui font actuellement partie de la collection Sabbathday Lake. Bien que la collection représente toutes les communautés Shaker connues pour avoir existé, un accent particulier est mis sur la préservation du patrimoine des communautés Shaker du Maine, y compris Sabbathday Lake, Poland Hill, Gorham et Alfred .

## Présent et futur

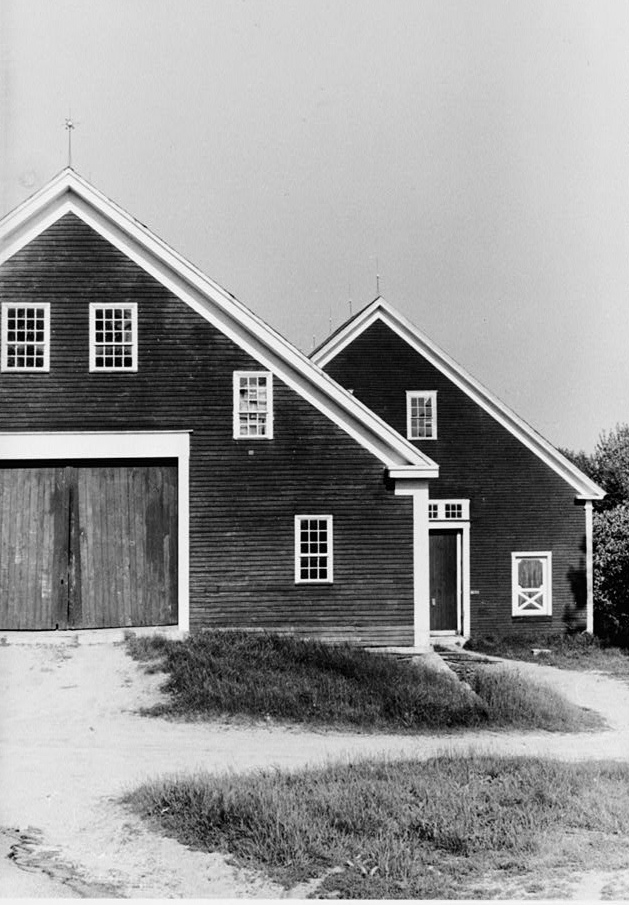
Granges à Sabbathday Lake Village

Comme les Shakers sont célibataires, les nouveaux membres doivent rejoindre le groupe de l'extérieur. De nombreux membres potentiels trouvent que le célibat est un inconvénient majeur. Les membres actuels ont pris des mesures pour s'assurer que Sabbathday Lake Village restera en grande partie inchangé lorsque les derniers membres du groupe mourront.
Les 665 ha de terres appartenant aux Shakers dans le comté de Cumberland et le comté d'Androscoggin comprennent le lac Sabbathday qui s'étend sur 140 ha avec un rivage non aménagé avec une plage ouverte au public. D'autres villages Shaker démantelés ont été convertis en lots d'habitation ou en prisons. Afin d'éviter ce sort à Sabbathday Lake, les Shakers ont pris des mesures préventives en 2001.
Des servitudes de préservation et de conservation ont été vendues à Maine Preservation et à la New England Forestry Foundation . Les deux groupes, avec l'aide de huit autres organismes publics et à but non lucratif, s'efforcent de couvrir le coût des servitudes. Le village et les terres agricoles et les forêts environnantes seront protégés.
La vente des futurs droits de développement a permis aux Shakers de restaurer et d'entretenir les structures du village. Ils gagnent également de l'argent en louant 29 lots de chalets sur le lac Sabbathday, louant 400 ha de forêts, des terres agricoles, des vergers et une gravière . Les autres sources de revenus comprennent la production d'articles de fantaisie, la vannerie, le tissage, l'impression et la fabrication de petits articles en bois. Leur exploitation est gérée avec l'aide de six employés à l'année et de six employés saisonniers.

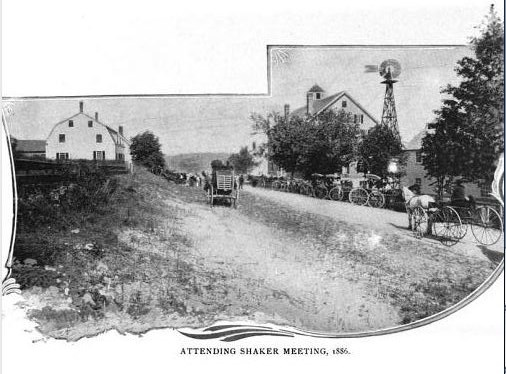
Une réunion Shaker, à Sabbathday Lake, 1886.

Après le décès le 2 janvier 2017,de sœur Frances Carr, sœur June Carpenter et frère Arnold Hadd sont les sels membres survivants . Le numéro printemps / été 2019 de The Clarion, le bulletin des Shakers, fait référence à un autre Shaker dans la communauté, le frère Andrew.

## Vie communautaire
Cette communauté cultive la terre, pratique l'artisanat. Un musée Shaker et des services du dimanche sont ouverts aux visiteurs. Mother Ann Lee est célébrée le premier dimanche d'août pour commémorer l'arrivée des Shakers anglais en Amérique en 1774.

## La Fondation Shaker
Pour préserver leur héritage ainsi que leur propriété idyllique au bord du lac à Sabbathday Lake Shaker Village, les Shakers ont annoncé en octobre 2005 qu'ils avaient conclu une fiducie avec l'État du Maine et plusieurs groupes de conservation. En vertu de cet accord, les Shakers vendront des servitudes de conservation à la fiducie, permettant au village d'éviter le développement et de continuer à fonctionner tant qu'il y aura des Shakers pour y vivre.
L'accord ne précise pas si le bien deviendra un parc, un musée ou un autre espace public en cas de disparition des Shakers. Cette décision serait prise par une société à but non lucratif - la United Society of Shakers, Sabbathday Lake Inc. - dont les membres du conseil d'administration sont en grande partie non-Shakers. Le plan de conservation de 3,7 millions de dollars repose sur des subventions, des dons et des fonds publics.

## Voir également
- Société de semences Shaker
- Liste des monuments historiques nationaux dans le Maine
- Liste du Registre national des lieux historiques dans le comté de Cumberland, Maine